# ТЕС Валідія
27°12′40.0″ пн. ш. 31°9′41.0″ сх. д. / 27.211111° пн. ш. 31.161389° сх. д.
ТЕС Валідія — теплова електростанція в Єгипті, розташована у центральній частині долини Нілу, на його лівому березі на північ від Асьюта.
Стала однією з кількох класичних конденсаційних електростанцій, введених в експлуатацію у першій половині 1990-х років (разом з ТЕС Тальха, Даманхур та Каїр-Захід). Спершу в 1992-му тут ввели енергоблок потужністю 300 МВт з паровою турбіною японської компанії Toshiba. А за п'ять років його доповнили другим з такою ж потужністю, але турбіною виробництва італійської компанії Ansaldo.
Розташована у віддаленні від офшорних центрів газовидобутку, ТЕС Валідія була розрахована на використання нафтопродуктів.
Для охолодження використовується вода із Нілу.